# Johann Friedrich Cartheuser
Johann Friedrich Cartheuser (29 de septiembre de 1704 en Hayn-22 de junio de 1777 en Fráncfort del Óder) fue un químico y médico alemán.

## Semblanza
Cartheuser comenzó su carrera académica en Halle (Sajonia-Anhalt), donde su hijo Federico Augusto nació. Se doctoró en medicina de Fráncfort del Óder y allí fue profesor de química y farmacia, y posteriormente en patología y terapia. Exploró el efecto de la savia que tuvo una influencia considerable en el desarrollo de la farmacia.

## Algunas publicaciones
- Dissertationes physico-chemico-medicae. 1774/1775
- Elementa chymiae medicae dogmatico-experimentalis. 1736/1766
- Pharmacologia theoretico-practica. 1745/1770